# Filmska kritika
Filmska kritika je disciplina koja ima za cilj kritiku i vrednovanje filmskog stvaralaštva kao takvog koliko i pojedinačne naslove, kao i sve ono što film jeste (pravce, nacionalne kinematografije, periode i sl). Generalno se deli na onu koja se pojavljuje u medijima i na akademsku, koja se još i naziva filmska teorija.

## Spoljašnje veze
- Rotten Tomatoes
- Metacritic Архивирано на веб-сајту  (4. октобар 2009)
- The Online Film Critics Society
- New York Film Critics Circle
- Los Angeles Film Critics Association
- National Board of Review
- Movies at The New York Times.
- Movies Архивирано на веб-сајту  (13. октобар 2008) at The Washington Post.
- Film reviews Архивирано на веб-сајту  (9. јул 2008) at The Independent.
- Film Архивирано на веб-сајту  (9. мај 2008) at The Times.
- Film reviews Архивирано на веб-сајту  (21. јул 2008) at The Telegraph.
- Film at The Guardian.

- Our critics' advice - The Guardian, 8 July 2008.
  - U ovom članku poznati filmski kritičar Piter Bredšo daje savete mladima i talentovanima koji žele da se bave filmskom kritikom.